# Jardín Georges Delaselle
El Jardín Georges Delaselle en francés : Jardin Georges Delaselle es un jardín botánico de propiedad privada, administrado por el « Conservatoire de l’Espace Littoral et des Rivages Lacustres », que se encuentra en Île de Batz, Francia.

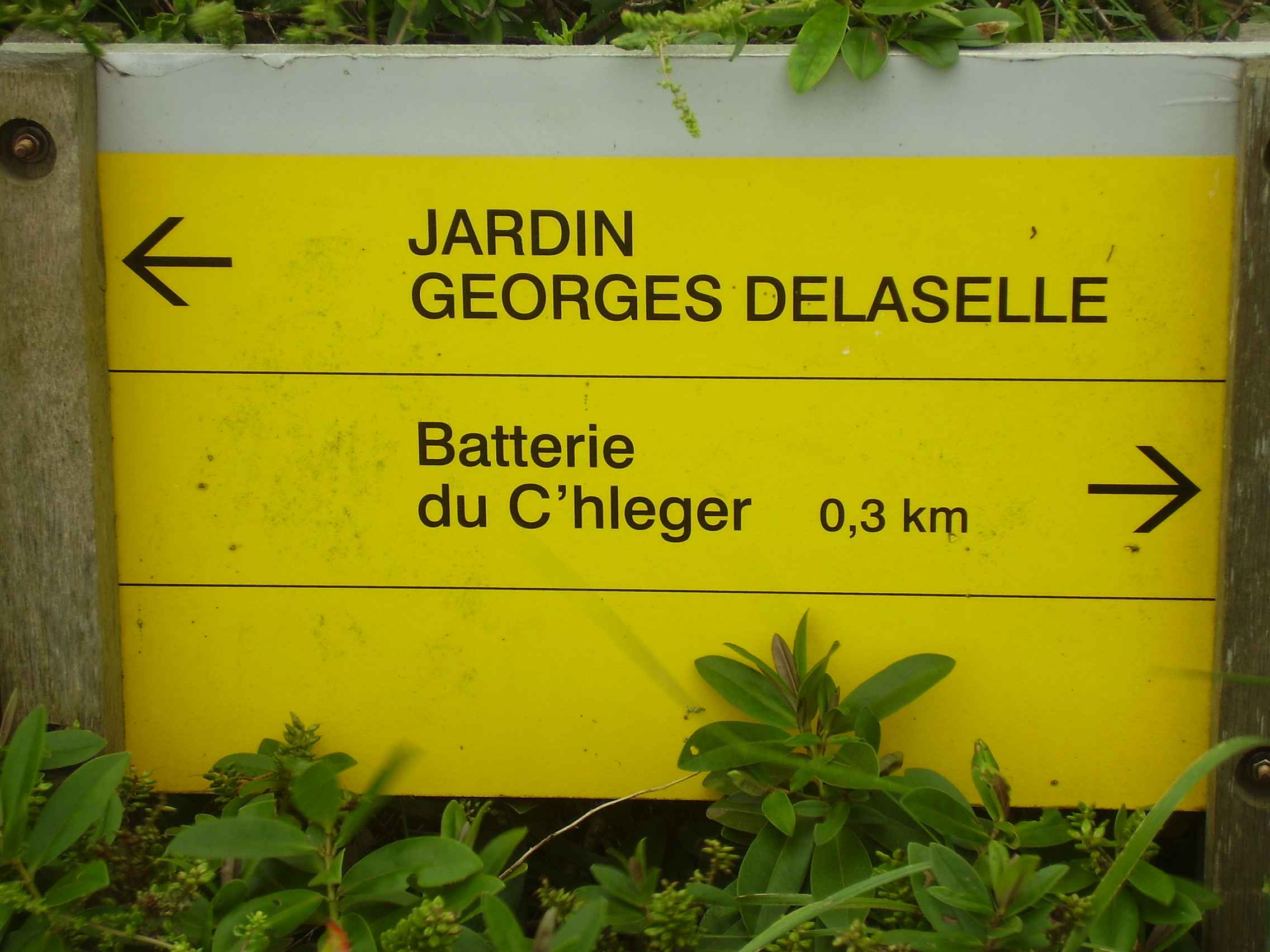
Paneles indicadores del jardín botánico.

## Localización
Jardin Georges Delaselle, Île de Batz, Finistère, Bretagne, France-Francia.
Está abierto a diario excepto los martes en los meses cálidos del año. Se cobra una tarifa de entrada.

## Historia
El jardín fue creado entre 1898 y 1918 por el asegurador parisiense Georges Albert Delaselle (1861-1944), que supervisó la excavación entre las dunas de la isla y una profunda concavidad de unos cinco metros de diámetro.
Allí estableció una colección excelente de plantas exóticas, pero en 1937 lo forzaron a vender la finca, que en 1957 fue vuelta a reacondicionar para ser un campamento de verano. 
El jardín entonces cayó en el abandono durante treinta años.
En 1987 fue readquirido, y con inversiones importantes que comenzaban en 1991 se ha restaurado posteriormente. 
En 1997 la asociación sin ánimo de lucro « Conservatoire de l’Espace Littoral et des Rivages Lacustres » se hizo cargo de la propiedad.

## Colecciones
Actualmente el jardín alberga más de 2000 especies de plantas adecuadas al clima mediterráneo de la isla, con:
- Colecciones de palmas,
- Cactus,
- Suculentas.

Dos tercios de las plantas son nativas del hemisferio meridional, sobre todo de Chile, Sudáfrica, Australia, y Nueva Zelandia.
El jardín también contiene una necrópolis de la Edad del Bronce con los restos de diez tumbas.

## Galería de imágenes

Necropolis del Jardin Georges Delaselle
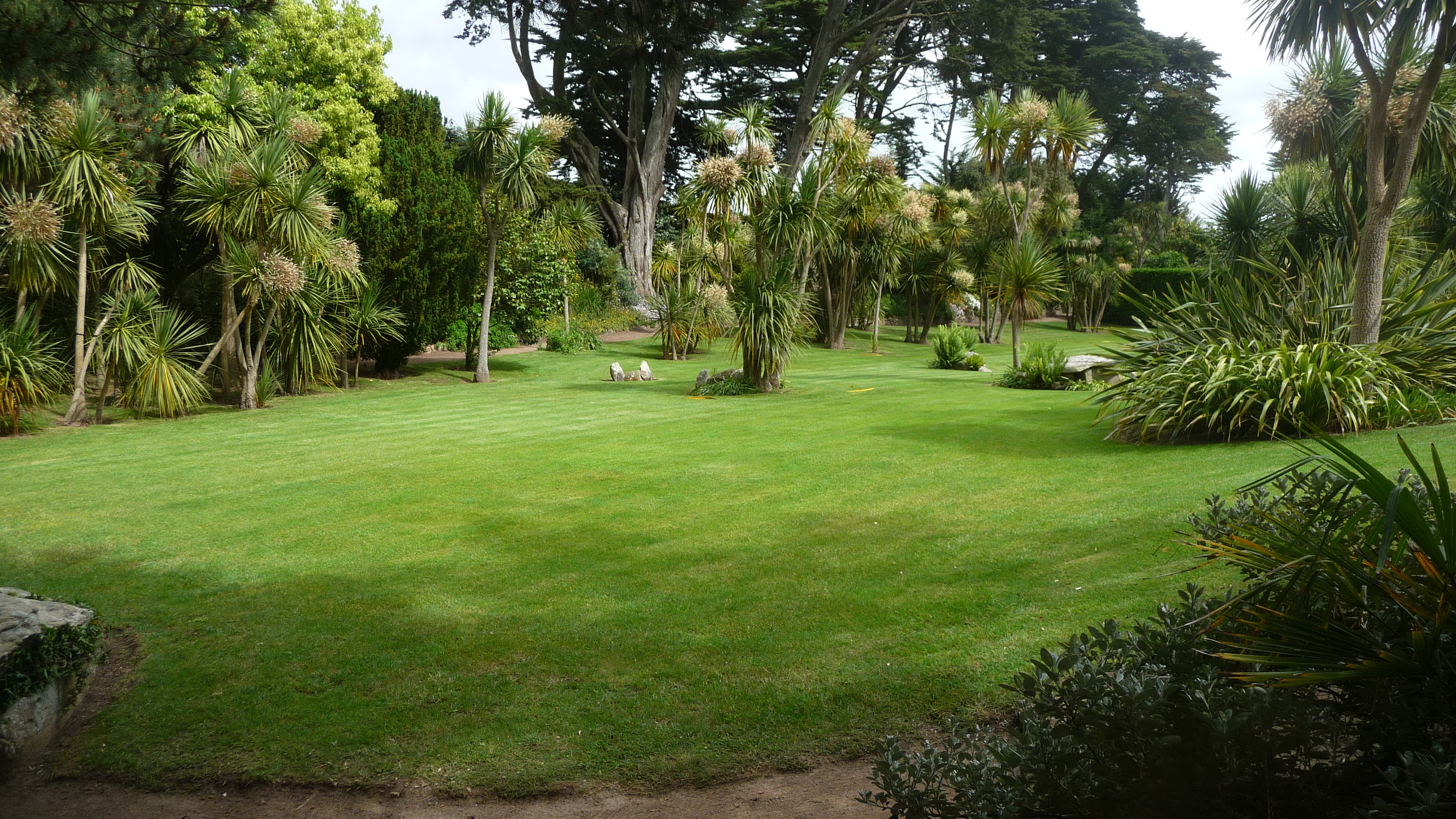
Necrópolis en el Jardin Georges Delaselle.
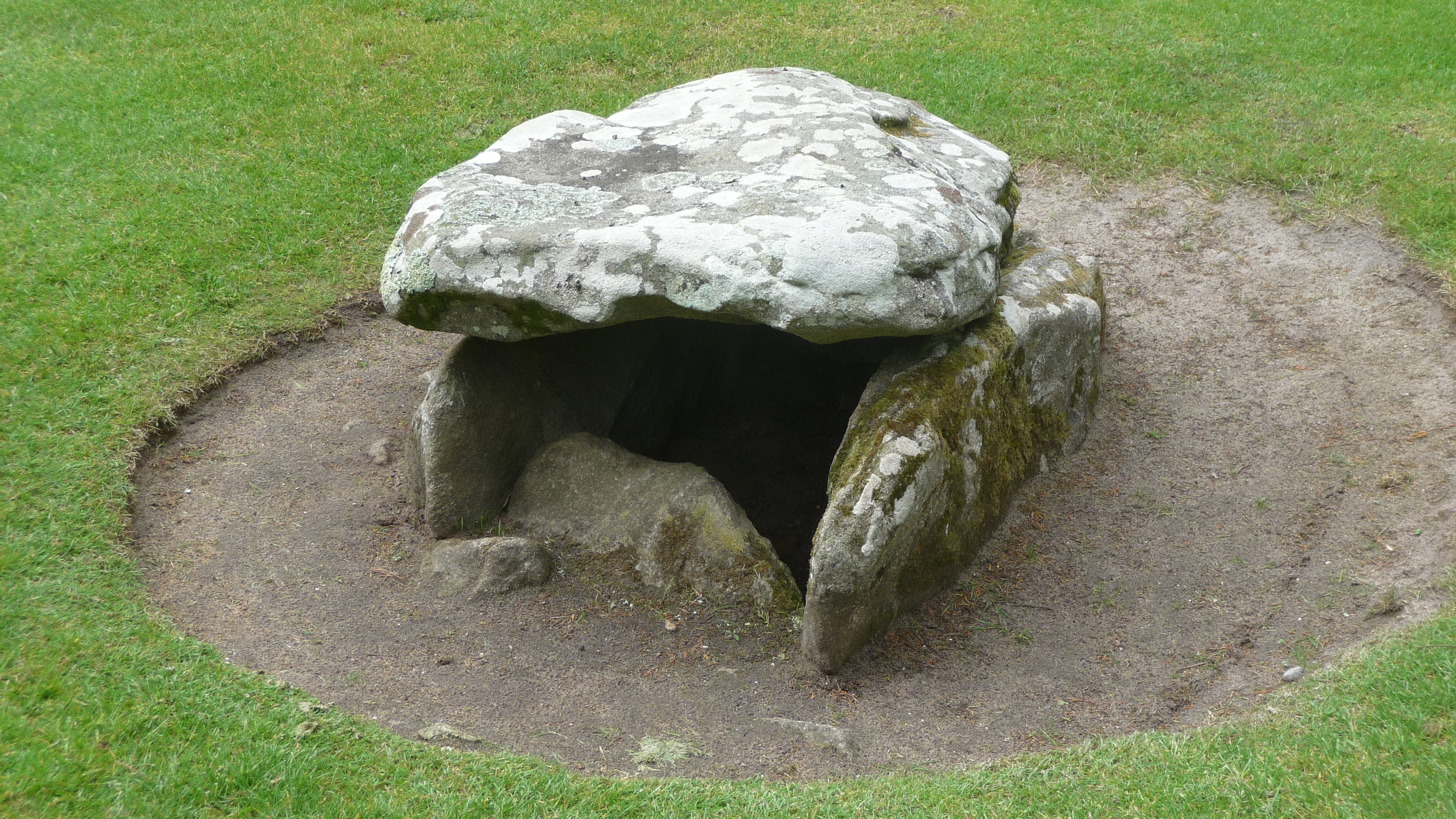
Dolmen del Jardin Georges Delaselle.
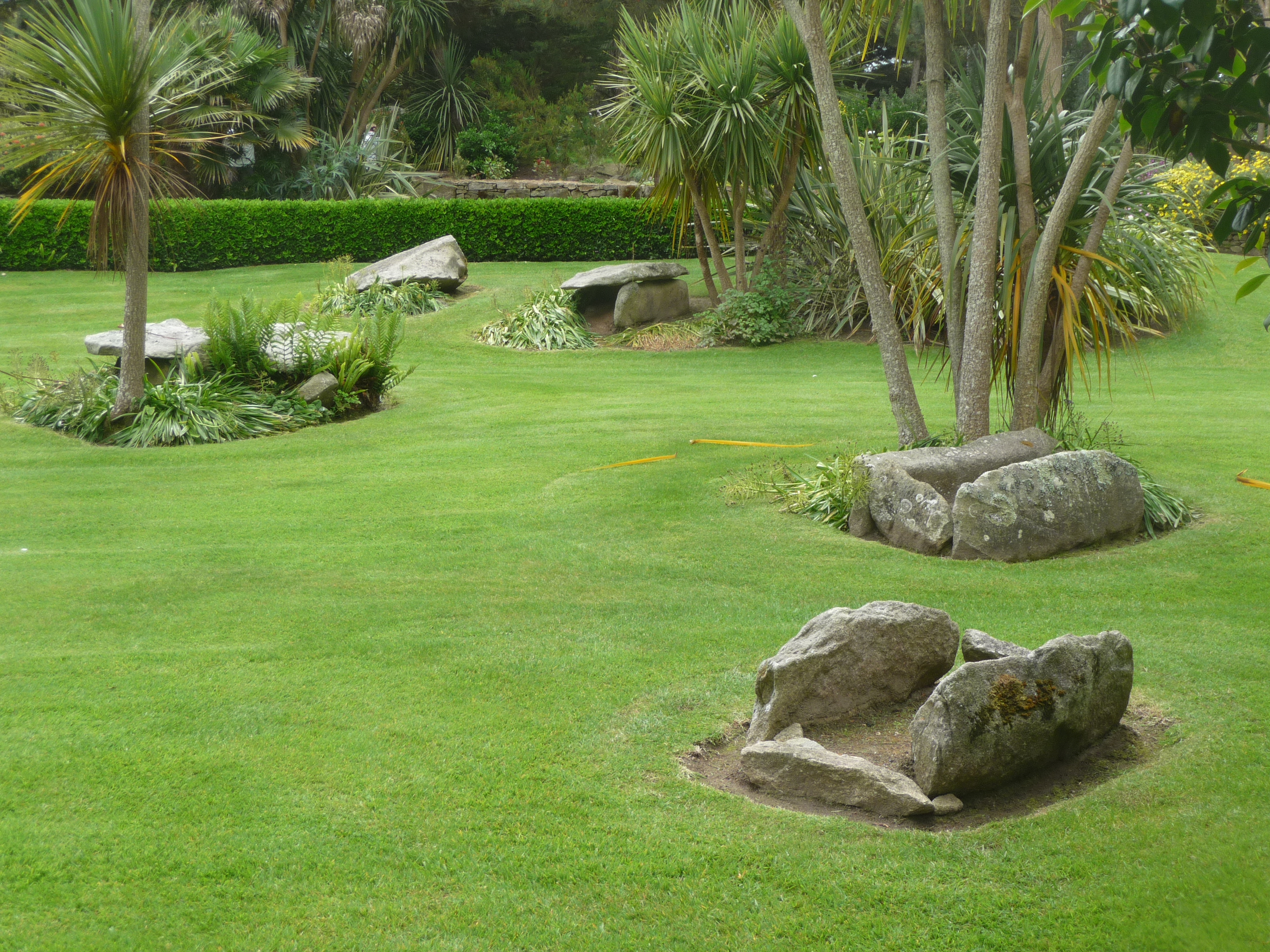
Necrópolis.

Detalles del Jardin Georges Delaselle
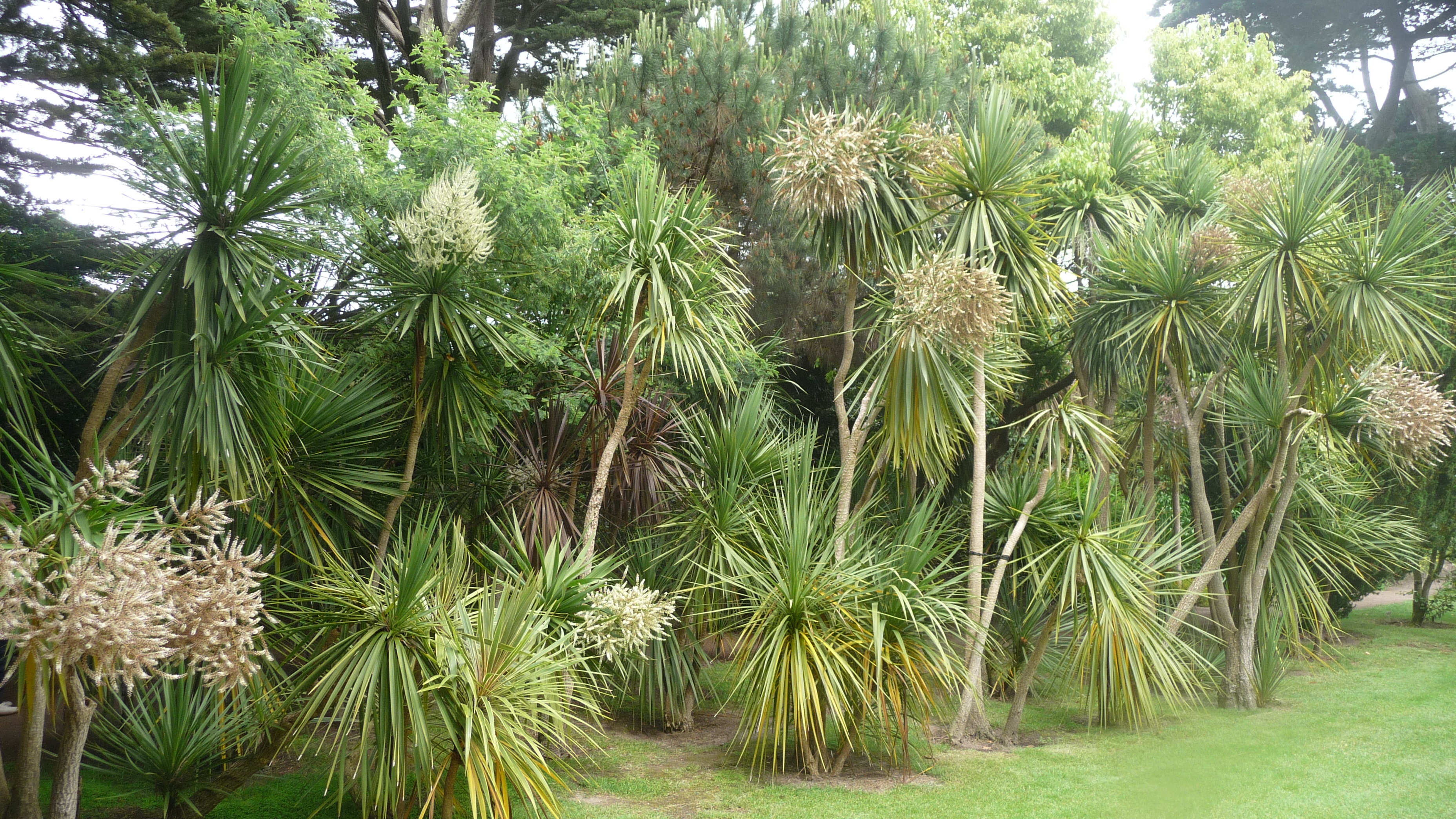
Cordylines.
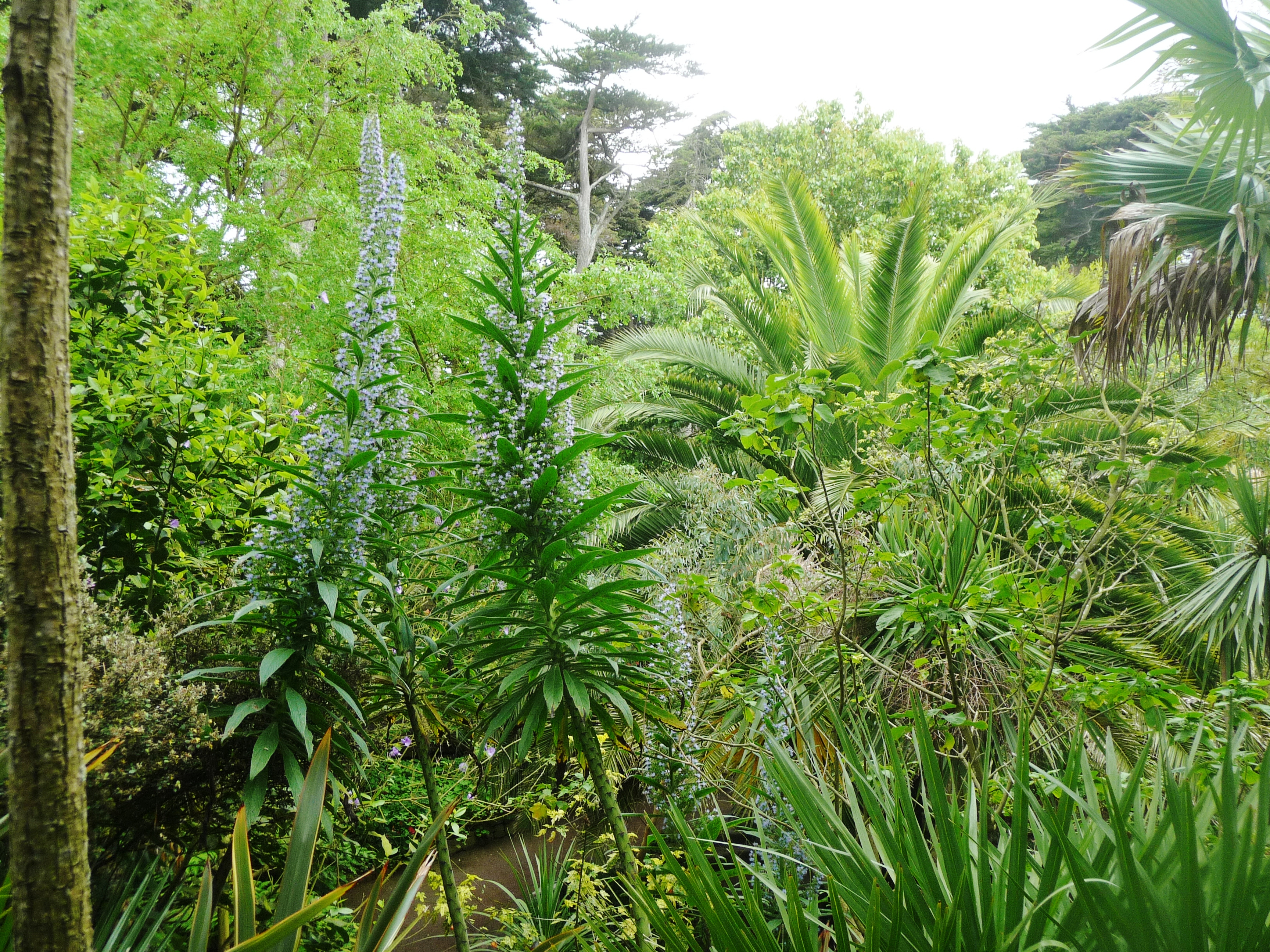
Île de Batz, Jardin Georges Delaselle.
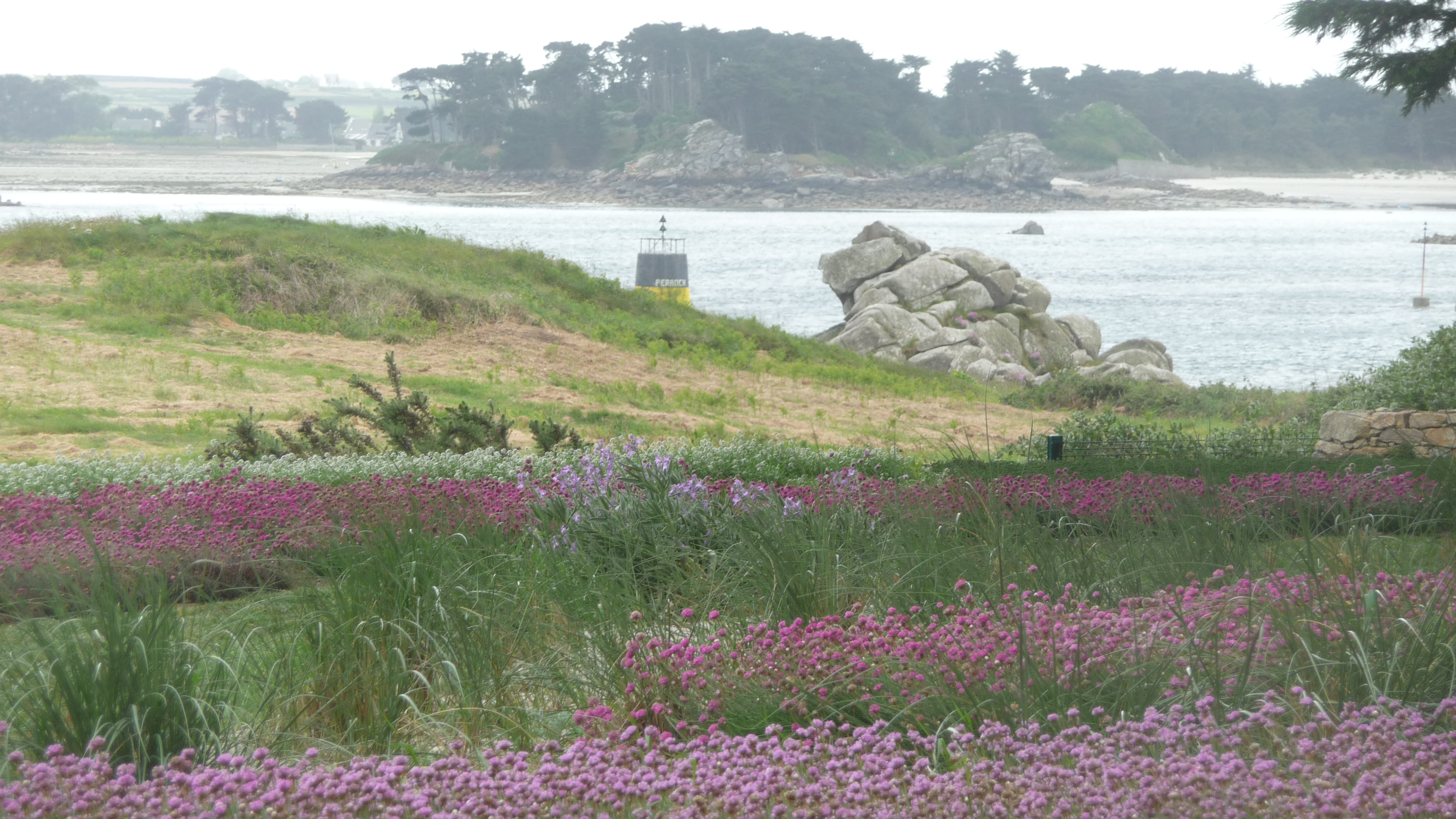
Île de Batz, Jardin Georges Delaselle.
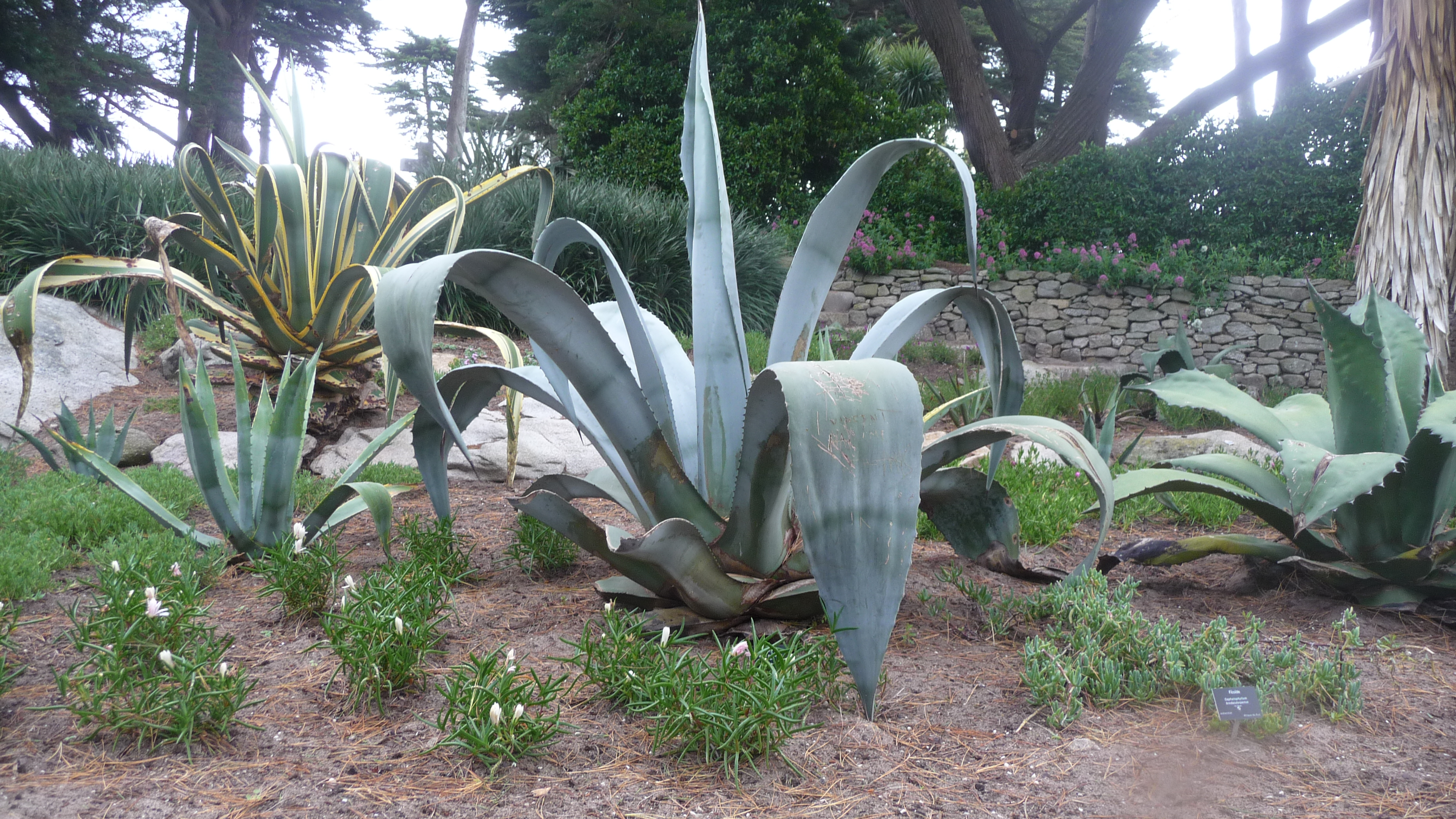
Agave americana.